# Chiesa di San Donato (Trani)
La Chiesa di San Donato è un edificio religioso di Trani, in Puglia.
Il luogo in cui sorge la chiesa di San Donato e l'attigua torre medioevale, pare sia stato uno dei primi luoghi abitati. Della chiesa non si hanno notizie certe sull'anno della sua costruzione; originariamente tale chiesa era nota sotto il titolo di San Salvatore mentre di quella di San Donato siamo a conoscenza che venne parzialmente rifatta nel 1847 essendone crollato il soffitto.
La torre medioevale era un'antica Torre di guardia fatta costruire dalla Universitas, ossia il Comune, su cui spicca un orologio del quattrocento.

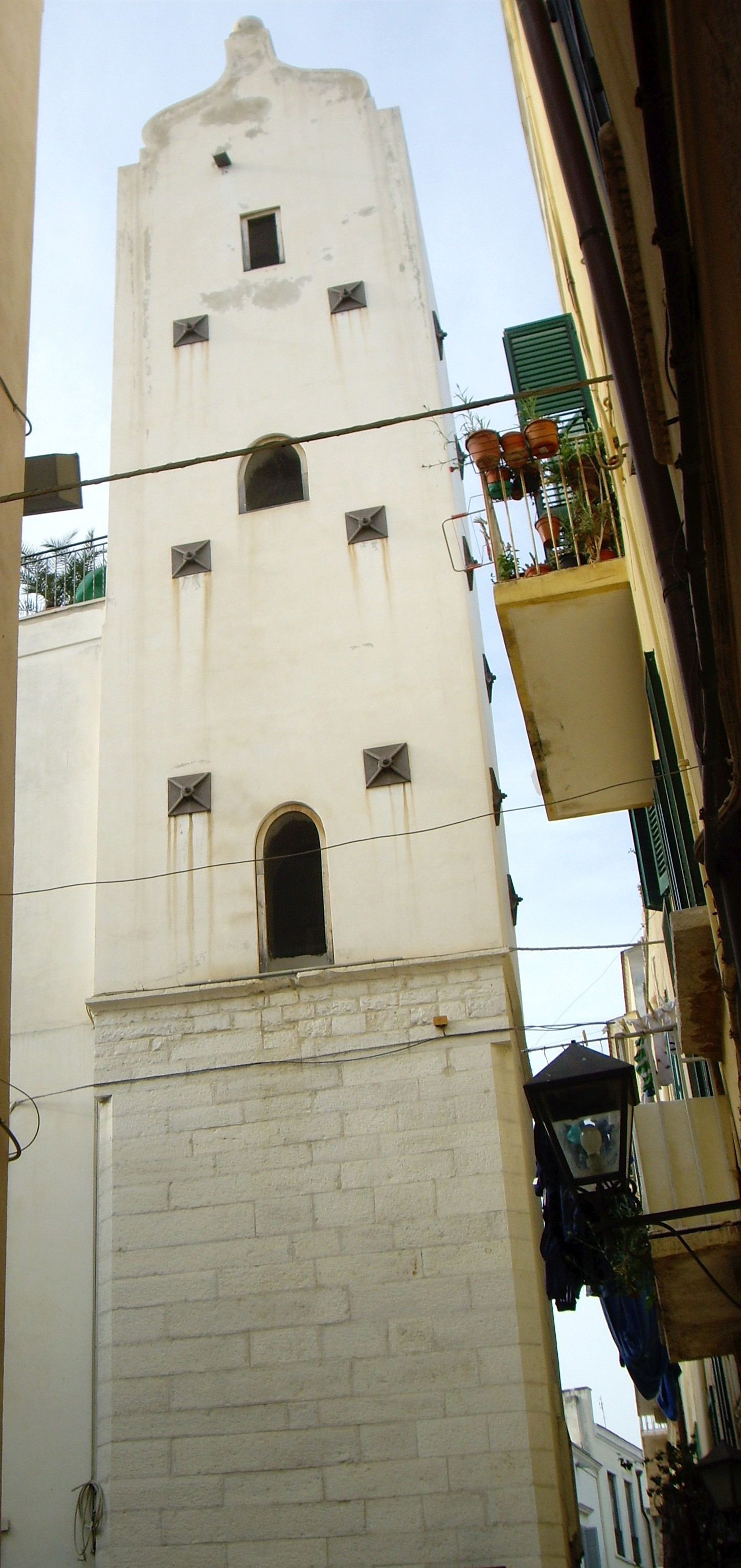
Torre dell'orologio